# Црквени дан
Литургијски или Црквени дан почиње са Вечерњом молитвом, затим после вечере следе: Повечерје, Полуноћница, Јутарња молитва, Први Час, Трећи Час, Шести Час, Божанствена Литургија, Изобразитељна, “Вечера љубави“, а завршава Деветим Часом.